# Ludwig Schneider (Journalist)
Ludwig Schneider (* 1941 in Magdeburg; † 3. November 2018 in Jerusalem, Israel) war Journalist und Gründer des messianischen Nachrichten-Magazins „Israel-Heute“.

## Leben
Ludwig Schneider wurde als Sohn jüdischer Eltern geboren, die den Holocaust unversehrt überlebten, da sie von einer evangelischen Küsterfamilie in Quedlinburg versteckt wurden. Die Familie floh nach dem Krieg ins Rheinland, wo Schneider 1960 in Krefeld zum christlichen Glauben fand. 1974 gründete er den Verein „Israel-Hilfe“, gab dessen zweimonatliches Informationsblatt „Jesus in Israel“ heraus und leitete das Jesus-Haus in Düsseldorf.
Ab 1978 lebte er mit seiner Frau Barbara und fünf Kindern in Jerusalem. Dort gründete er ein evangelikales Pressezentrum und gab das monatlich erscheinende „Nachrichten aus Israel“ (NAI) – heute „Israel-Heute“ genannte – messianische Magazin heraus, das weltweit in mehreren Sprachen erscheint. Er war Autor des Israel-Jahrbuches und Verfasser mehrerer Bücher. Sein besonderes persönliches Anliegen war es, in Vorträgen die Themen Gottes Wirken in der Welt, Messianisches Christentum und Judenmission den Menschen näherzubringen.
Als Journalist kritisierte er das einseitige Bild des jüdischen Staates in deutschen Medien, das von „arabischer Propaganda“ geprägt sei. In Vorträgen und in Beiträgen für den Sender Bibel TV warb er um Verständnis für die Lage der Israelis.

## Kontroversen
Schneiders theologisches Vorbild war William Hechler. Seine Position entsprach der des christlichen Zionismus und kann mit diesem auch kritisch gesehen werden. Ihm wird zudem vorgeworfen, mit seinem Verlag aktiv die Judenmission zu propagieren und dadurch eigentlich den Antijudaismus zu fördern.
Laut Schneider sei „christlicher Zionismus“ ein zionistenfeindliches Wort, da jeder Jude das Recht habe an die Bibel zu glauben und so zu glauben, wie Jesus und die Apostel gelehrt haben. Leider sei die Kirche von dieser Lehre abgewichen und hätte besonders mit Luther und seiner Streitschrift gegen die Juden Ha-Schem Ha-Mephorasch viel Hass gesät. So sei die Evangelische Kirche in Wittenberg auch nicht bereit, die „Judensau“ in der Lutherstadt Wittenberg zu entfernen, die Touristen besonders auffällt und noch an vielen anderen Orten Europas existiert. Die Indifferenz der Welt gegenüber Israel mit all ihren UN-Resolutionen schade dem Judentum mehr als die wenigen gläubigen Judenchristen, die in Israel geduldet würden. Judenmission sei ein falscher Begriff, da Jesus den Jüngern befohlen habe, in Jerusalem, Judäa, Samaria und dem Rest der Welt das Evangelium zu verkünden. Das gelte auch heute. So wie afrikanische Missionare Europa evangelisierten, so können europäische Juden und Christen Israel missionieren, egal, ob der Staat und die Welt das zuließen. Die Fakten stünden alle im Neuen Testament. Die protestantische Theologie der letzten 200 Jahre habe dem jüdischen Wohl mehr geschadet als einige wenige Christen, die für Israel beteten und es segneten. Die Tendenz sei, dass man die Abrahamitische Religion aller Menschen zu einer Regional-Gottheit abtue. So würden Beschlüsse der EKD als repräsentativ für die Gesamtbevölkerung Deutschlands und damit Europa und der Welt aufgefasst. Jesu Dienst als Mensch wäre nur an Juden gerichtet gewesen und erst nach seiner Auferstehung, nachdem Israel ihn als Messias abgelehnt habe, sei sein Befehl ausgegangen, die ganze Welt zu evangelisieren. Paulus habe allerdings gewarnt, dass sein Volk wieder als Zweig in den Ölbaum eingepfropft wird und Israel den erkennen wird, den sie verworfen hat: „Hat Gott die Zweige, die von Natur zum edlen Baum gehören, nicht verschont, so wird er auch dich nicht verschonen.“ „Der Stein, den die Bauleute verworfen haben, ist zum Eckstein geworden“, sei der am häufigsten zitierte Satz aus dem Alten Testament.
In seiner „Monotheismusreihe“ plädierte Schneider in seinen letzten Lebensjahren für eine Korrektur der hellenistischen Einflüsse in der christlicher Lehre (wie der Trinität oder dem Verständnis des „Logos“ (Joh 1) als zweite göttliche Person) und betonte den Glauben an den einzigen Gott, den Vater, wie ihn auch Jesus verkündete.

## Werke
- Lama Lo?! Warum nicht?! Verlag der ISRAEL-HILFE e.V., Nievenheim/Düsseldorf 1974, 154 S.
- 100 Fragen an Israel. Was Sie schon immer wissen wollten. Hänssler, Neuhausen-Stuttgart 1996, ISBN 3-7751-2678-3.
- Schlüssel zur Thora. Rabbinische Gedanken zu den 54 Thora-Wochenlesungen. Hänssler, Holzgerlingen 1999, ISBN 3-7751-3398-4.
- Brennpunkt Jerusalem. Was Sie schon immer über Jerusalem wissen wollten. Hänssler, Holzgerlingen 2003, ISBN 3-7751-3933-8.
- 77 Lebens-Puzzle. Hänssler, Holzgerlingen 2005, ISBN 3-7751-4400-5.
- Israel als Herausforderung. Warum Israel für Christen so wichtig ist. SCM Hänssler, Holzgerlingen 2008, ISBN 978-3-7751-4859-7.
- 120 mal Israel. Antworten auf häufig gestellte Fragen, SCM Hänssler, Holzgerlingen 2011, ISBN 978-3-7751-5297-6.